# 김현욱 (성우)
김현욱(1992년 6월 12일 ~ )은 대한민국의 성우이다. 대원방송 성우극회 소속. 2014년 대원방송 성우극회 공채 5기로 입사하였다. 현재 프리랜서로 활동중이다. 과거 아프리카 TV에서 BJ로 활동한 경력이 있다. BJ명은 카이.

## 출연작품

### 외화
- 메리 포핀스 리턴즈 - 앵거스
- 변두리 로켓 (채널J) - 나카자토 / 이시자카
- 블랙 팬서 - 민병대(본디노 포브스)
- 알라딘 - 경비병
- 토르: 라그나로크 - 연극 속 로키(맷 데이먼)
- 토르: 러브 앤 썬더 - 로키 배우(맷 데이먼)

### 드라마
- 가면라이더 위저드: (TV스폐셜)가면라이더 가이무강시우
- 극장판 가면라이더 위저드 & 포제 MOVIE 대전 얼티메이텀: 악마의 부활 - 정찬호 / 사나기맨 / 이나즈맨
- 극장판 가면라이더 위저드 IN MAGIC LAND - 근위대장
- 가면라이더 지오 - 여영수, 강시우
- 가면라이더 제로원 - 강경환
- 파워레인저 다이노포스 특별편 : 우리는 현상금 사냥단 - 사기단 부하
- 돌아온 파워레인저 다이노포스 100 Years After - 데보 가을이니까 뭐
- 파워레인저 트레인포스 - 사벨 쉐도우 (2화)
- 파워레인저 트레인포스 VS 다이노포스 THE MOVIE - 홍련신관 사라마즈
- 파워레인저 닌자포스 - 성진수 / 스타닌자
- 파워레인저 킹덤포스 - 제라미 브라시에리, 나레이션
- 달의 요정 세일러문 SS - 타이거즈 아이
- 가면라이더 드라이브 - 브렌 로이뮤드 (003)

### 애니메이션
- 기생수 - 이즈미 신이치
- 꼬마 바이킹 빅 - 아폰, 스벤
- 나의 히어로 아카데미아(애니박스) - 바쿠고 카츠키
- 드래곤볼 슈퍼 - 우이스
- 루팡 3세 PART 4 - 루팡 3세
- 스타크로스 - 크로우
- 원피스 Original 12기 샤본디 제도 편 - 키자루 (12기 한정)
- 원피스 Original 13기 임펠다운 편 - 살데스, 타로이모
- 원피스 Original 14기 마린포드 편 - 라크루아, 삿치, 에포이다, 이조, 쿠리엘
- 원피스 New 조 편 - 시실리안
- 원피스 New 홀케이크 아일랜드 편 - 바리에테
- 원피스 Original 18기 드레스로자 편 - 글라디우스
- 원피스 New 무사의 나라 편 - 쿄시로, 다이후고
- 유회왕 ARC-V - 유고
- 듀비카 - 천둥의 스콜피온, 광폭배트, 샤키, 고강호
- 퓨로보이즈(KBS kids) - 미나모토 세이치로
- 포켓몬스터 썬&문 (투니버스)
- 포켓몬스터 W (투니버스) - 달호, 아벨
- 쥐라기캅스 (KBS) - 쥬테라, 부리, 데스
- 12영웅전사 - 이스타(뱀)
- 오소마츠 6쌍둥이 - 직쏘
- 해피하모니 다마고치! - 마이스터치
- 일하는 세포 (애니맥스) - 폐렴 구균
- 캐치! 티니핑 (KBS) - 이안, 레이먼, 덜덜핑
- 마일스의 미션 포스 원 (디즈니 주니어) - 네멕스 회장
- 반짝반짝 해피★ 열려라! 코코밍 (디즈니채널) - 닥터밍, 코코스승, 루나 아빠
- 갓 오브 하이스쿨 - 집행위원 O
- 빙과 - 타나베 지로
- 브레드 이발소 - 버터, 크루아상 외 단역
- 브레드와 윌크의 세계여행 - 돈키호테 출연중
- 프라우드 패밀리: 라우더 앤 프라우더 (디즈니+) - 오스카 프라우드, 마이런
- 닌타마 란타로 24기 (KBS 키즈) - 코마츠다 슈사쿠
- 마카앤로니, 마카앤로니 2 - 피자 배달부
- 내 친구 호비 - 집사, 교장, 토토
- 심쿵! 프리큐어 - 조
- 블랙 클로버 - 리히트
- 귀멸의 칼날 - 사비토
- 언데드 언럭 - 립 트리스탄
- 마도조사 - 금자현
- 보루토 - 카라타치 카구라
- 명탐정 코난 18기 (투니버스) - 경대휘(16~17화)
- 꿈속의 뮤 - 하태오, 유나 아빠, 송중희
- 바이올렛 에버가든 - 에일
- 스파이 패밀리
- 체리툰 - 서베수찬
- 트롤: 춤과 노래는 계속된다 - 브랜치
- 스타워즈: 제다이 이야기 - 다고넷 의원, 시무

### 극장판 애니메이션
- 극장판 도라에몽: 신 진구의 버스 오브 재팬 - 기가좀비
- 짱구는 못말려 극장판: 정면승부! 로봇아빠의 역습 - 존킴
- 짱구는 못말려 극장판: 나의 이사 이야기 선인장 대습격 - 보안관, 부장
- 코코 - 파파 훌리오, 파티 경비, 교정기 찬 남자
- 인크레더블 2 - 헬릭트릭스, 형사1
- 마이펫 오지 - 프롱키
- 더 크리스마스 - 보
- 보스 베이비
- 빅풋 주니어 - 인턴 외
- 주먹왕 랄프 2: 인터넷 속으로
- 원피스 스탬피드 - 우루지
- 장화신은 고양이: 끝내주는 모험 - 베이비 베어
- 어메이징 모리스
- 마놀로와 마법의 책 - 마놀로
- 달려라 하니: 나쁜 계집애 - 유준태

### 게임
- 쿠키런: 킹덤 - 아포가토맛 쿠키
- 던전 앤 파이터 - 티모시